# Jiří Kroupa (právník)
Jiří Kroupa (* 31. března 1943 Hronov) je český právník, politolog a vysokoškolský učitel, v letech 1990 až 1994 děkan Právnické fakulty Masarykovy univerzity (PrF MU).
Po sametové revoluci se v roce 1990 stal prvním polistopadovým děkanem PrF MU. Ve funkci setrval do roku 1994. V rámci své kariéry pak působil na Katedře ústavního práva a politologie PrF MU, kde se zaměřoval zejména na oblast ústavního práva (v tomto oboru se v roce 1990 habilitoval) a na politologii.
Za komunistického režimu měl spolupracovat se Státní bezpečností pod krycím jménem Stránský.

## Výběr publikací
- Politologie (1993)
- Základy veřejného práva (1993)
- Soudobé ústavní systémy (2004)
- Politologie nejen pro právníky (2012)
- Srovnávací politologie (2017)[3]